# Хозенфельд
Хозенфельд (нем. Hosenfeld) — община в Германии, в земле Гессен. Подчиняется административному округу Кассель. Входит в состав района Фульда.  Население составляет 4606 человек (на 31 декабря 2010 года). Занимает площадь 50,71 км².